# Lantana balsamifera
Lantana balsamifera là một loài thực vật có hoa trong họ Cỏ roi ngựa. Loài này được Britton mô tả khoa học đầu tiên năm 1906.